# John Prescott, baron Prescott
 Der er for få eller ingen kildehenvisninger i denne artikel, hvilket er et problem. Du kan hjælpe ved at angive troværdige kilder til de påstande, som fremføres i artiklen.

John Leslie Prescott, baron Prescott (født 31. maj 1938, død 20. november 2024) var en britisk fagforeningsmand og politiker, der fra 1997 til 2007 var vicepremierminister. Han var også næstformand for Labour Party fra 1994 til 2007.

## Medlem af parlamentet
Fra 1970 til maj 2010 sad John Prescott i Underhuset som repræsentant for Hull øst-kredsen. 
I juli 2010 blev han adlet som Baron Prescott, af Kingston upon Hull i grevskabet Øst Yorkshire, og han trådte ind i Overhuset som The Lord Prescott.

## Næstformand for Labour
I maj 1994 døde John Smith, der var leder af Labour, pludseligt. John Prescott stillede op både til posten som partiets leder og til posten som næstformand. 
På partiets kongres i juli 1994 blev Tony Blair valgt som leder, mens John Prescott blev næstformand.
I 2007 forlod både Blair og Prescott partiets ledelse. 

## Minister
Fra 1983 til 1994 havde John Prescott forskellige poster som skyggeminister (ordfører for oppositionen).
John Prescott var vicepremierminister fra 1997 til 2007. Fra 1997 til 2001 var han minister for transport, miljø og regioner, mens har var førstesekretær for staten fra 2001 til 2007.
John Prescott blev ofte blevet kritiseret for sine markante synspunkter. I marts 2013 foreslog han således, at dronning Elizabeth 2. af Storbritannien skulle abdicere. 
I Storbritannien er partiledere og tidligere ministre medlemmer af Statsrådet på livstid, og de tiltales som højtærede. 
Da John Prescott blev valgt til næstformand for Labour i 1994 forsøgte han forgæves at holde sig udenfor Statsrådet. I juli 2013 tog John Prescott konsekvensen af sine republikanske synspunkter, og han trådte ud af statsrådet.